# Tinantia glabra
Tinantia glabra är en himmelsblomsväxtart som först beskrevs av Paul Carpenter Standley och Julian Alfred Steyermark, och fick sitt nu gällande namn av Otto Rohweder. Tinantia glabra ingår i släktet änketårssläktet, och familjen himmelsblomsväxter. Inga underarter finns listade.